# Elsa Peyras
Pour les articles homonymes, voir Peyras.

a Compétitions nationales et continentales officielles uniquement.

Dernière mise à jour le 15 juin 2023.
Elsa Peyras, née vers 2000 est une joueuse française de rugby à XV évoluant au poste de troisième ligne aile.
Avec son club du Stade bordelais, elle est triple championne de France (2023, 2024 et 2025).

## Biographie
Elsa Peyras naît vers 2000[source insuffisante] en Bigorre. 
Elle débute le rugby en 2007 au Stade maubourguetois, dont sa mère est entraîneuse. De 2015 à 2019, elle joue pour le Stado Tarbes Pyrénées rugby, où elle est capitaine de l'équipe cadette. 
En 2019, elle intègre l'équipe féminine du Stade bordelais, où elle commence par jouer en troisième ligne. Avec cette dernière, elle remporte le championnat de France Élite 1 2022-2023, elle participe notamment en tant que remplaçante à la finale victorieuse des Lionnes contre le club Blagnac rugby féminin le 10 juin 2023, qui clôt une saison de douze victoires en treize matchs où elle a alterné avec l'internationale Agathe Sochat au poste de talon.
En 2024 elle contribue à la reconquête du titre par le Stade bordelais après avoir participé à la totalité des rencontres du championnat 2023-2024,. Exploit renouvelé l'année suivante, le 31 mai 2025, après une victoire en finale contre le Stade toulousain pour le Championnat de France.

## Activités extra sportives
Elsa Peyras étudie, en 2021, en alternance dans un Master de management des ressources humaines,.

## Palmarès

### En club
- Vainqueur du Championnat de France en 2023, 2024 et 2025 avec le Stade bordelais